# 菲尔·邦德
菲利普·达莫内·邦德（英語：Phillip Damone Bond，1954年7月27日—），美国NBA联盟前职业篮球运动员。他在1977年的NBA选秀中第3轮第18顺位被休斯顿火箭选中。